# Tina Robnik
Tina Robnik iz Slovenske Bistrice je slovenska alpska smučarka, 30. julij 1991, Luče.
Tina Robnik je v evropskem pokalu dosegla eno zmago in dve drugi mesti. V svetovnem pokalu je debitirala 12. decembra 2010 na veleslalomu v St. Moritzu, ko je odstopila. Prvo uvrstitev med dobitnice točk je dosegla 12. decembra 2015 na veleslalomu v Åreju, kjer je zasedla 15. mesto.
Tudi njena sestra Mateja je alpska smučarka.